# Donacaula niloticus
Donacaula niloticus ist ein Schmetterling aus der Familie der Crambiden (Crambidae).

## Merkmale
Die Falter erreichen eine Flügelspannweite von 14 bis 32 Millimeter (nach anderer Quelle: Männchen 17 bis 20 Millimeter; Weibchen 23 bis 28 Millimeter, in Nordafrika bis 35 Millimeter). Die Labialpalpen sind extrem lang. Beide Geschlechter haben fahl ockerfarbene Vorderflügel. Bei den Männchen verläuft eine dunkelbraune Linie parallel zum Flügelaußenrand vom Costalrand bis zur Flügelmitte. Die Vorderflügel der Weibchen haben einen weißen Diskalfleck und der Apex ist nicht spitz. Die Art ist sehr variabel und die geographischen Populationen zeichnen sich durch gewisse Unterschiede im Habitus aus. Exemplare mit einer bräunlichen, längs verlaufenden Mittellinie bezeichnet man als Forma nigrolineata.
Die Genitalarmatur der Männchen ähnelt denen der übrigen Donacaula -Arten, der subteguminale Fortsatz ist jedoch reduziert.
Bei den Weibchen ist das Corpus bursae kugelförmig. Der Ductus bursae ist länger und schlanker und das Ostium ist stärker sklerotisiert als bei Donacaula mucronella. Das Corpus bursae besitzt eine ähnliche Form wie bei D. niloticus.

## Verbreitung
Donacaula niloticus ist in Südosteuropa verbreitet, wo man die Art in Rumänien (Dobrudscha, Năvodari), Griechenland (Thasos; Skala Potamias, Ostküste; nördlich von Skala Potamias), im Süden Russlands (Taganrog) und in Bulgarien (Kozuch bei Petritsch) findet.
Außerhalb von Europa findet man die Art in Nordafrika (Marokko, Algerien, Libyen und Ägypten). Im Mittleren Osten gibt es Nachweise aus Israel, der Türkei (Kuşadası, Provinz Diyarbakır), Zypern, Georgien (Lagodechi), Usbekistan (Margʻilon), Kirgisistan und Kasachstan (Oral). Weiter im Osten ist die Art auch im Iran, dem Irak, in Saudi-Arabien (Hofuf), im Norden Indiens (Faisalabad), in Turkmenistan (Tura) und in China (Provinz Gansu) beheimatet.

## Biologie
Die Präimaginalstadien der Art sind unbekannt. Falter wurden im Mai und im Juli gefangen.

## Systematik
Aus der Literatur sind folgende Synonyme bekannt:
- Schoenobius alpherakii Staudinger, 1874
- Schoenobius vescerellus Chrétien, 1910
- Schoenobius argophthalmus Meyrick, 1933
- Schoenobius alpherakii f. nigrolineata  Popescu-Gorj & Draghia, 1968

## Etymologie
Donacaula niloticus wurde aus einer Stadt am Rande des Nildeltas beschrieben. Der Fluss war namensgebend.

## Belege
1. 1 2 3  Patrice Leraut: Zygaenids, Pyralids 1. In: Moths of Europe. 1. Auflage. Volume III. NAP Editions, 2012, ISBN 978-2-913688-15-5, S. 506 (englisch).
2. 1 2 3 4 5 6 7  Barry Goater, Matthias Nuss, Wolfgang Speidel: Pyraloidea I (Crambidae, Acentropinae, Evergestinae, Heliothelinae, Schoenobiinae, Scopariinae). In: P. Huemer, O. Karsholt, L. Lyneborg (Hrsg.): Microlepidoptera of Europe. 1. Auflage. Band 4. Apollo Books, Stenstrup 2005, ISBN 87-88757-33-1, S. 119 (englisch).
3. ↑  Donacaula niloticus bei Fauna Europaea. Abgerufen am 16. September 2015
4. ↑  Global Information System on Pyraloidea (GlobIZ). Abgerufen am 16. September 2015.
5. ↑  Zeller, P. C. (1867): Choreutidae and Crambina, collected in Egypt, by the Rev. O. P. Cambridge, January to April, 1864; determined, and the New Species described, by Professor Zeller; the German Descriptions translated into English by H. T. Stainton, F. L. S.The Transactions of the Entomological Society of London. Third Series 5: S. 461–466 und Tafel XXIV
6. ↑  Donacaula niloticus (ZELLER, 1867). Lepiforum e. V.: Bestimmungshilfe des Lepiforums für die in Deutschland, Österreich und der Schweiz nachgewiesenen Schmetterlingsarten., abgerufen am 16. September 2015.